# Ponticyclops
Ponticyclops é um género de crustáceo da família Cyclopidae.
Este género contém as seguintes espécies:
- Ponticyclops boscoi